# Flamingi
Flamingi, czerwonaki, czerwonakowate (Phoenicopteridae) – rodzina ptaków z monotypowego rzędu flamingowych (Phoenicopteriformes).

## Zasięg występowania
Rząd flamingów obejmuje gatunki brodzące, zamieszkujące wyspowo strefę klimatów ciepłych i gorących całego świata poza Australią i Oceanią. Środowisko życia stanowią słone i alkaliczne (sodowe) jeziora, nadmorskie laguny, mokradła, panwie solne. Spotykane również w głębi lądu.

## Cechy charakterystyczne
Długość ciała 80–145 cm, przy czym samce są większe od samic. Masa ciała: 1,9–3 kg. Flamingi charakteryzują się długą szyją i nogami. Skrzydła długie i zaostrzone. Palce w liczbie 3 lub 4 połączone są błoną pławną (u dwóch gatunków z rodzaju Phoenicoparrus zachował się czwarty, tylny palec). Mimo swojej budowy dobrze latają, potrafią również pływać, co czynią jednak głównie osobniki młode. W locie nogi i szyja wyciągnięte. Dziób świadczy o wysokiej specjalizacji pokarmowej. Gdy ptak zagłębi go w wodzie, językiem przepycha wodę, a umieszczone pod górną szczęką blaszki (lamella) wychwytują pożywienie, np. glony i fragmenty roślin. Osobniki młode mają proste dzioby i są karmione wydzieliną z wola.
Flamingi są zwierzętami stadnymi. Dzięki swojej wysokości łatwo dostrzegają drapieżnika i zaczynają wtedy głośno alarmować inne osobniki. Są to ptaki wędrowne, w locie formują długie, nierówne linie. Łączą się w pary na całe życie. Oba ptaki z pary budują kopulaste gniazdo z mułu, w którym składane są jedno lub dwa jaja. Młode karmione są wydzieliną z wola, co cechuje jedynie flamingi i gołębiowe. Młode łączą się w „żłobki”, podobnie jak strusie; mimo tego rodzice rozpoznają i karmią swoje młode. Po 6–11 tygodniach są w stanie żerować samodzielnie. Zbiorowiska młodych ptaków u jednego z gatunków mogą liczyć do 30 tys. osobników.

## Systematyka
Wykonane ostatnio badania oparte na analizie DNA sugerują, że flamingi są taksonem siostrzanym dla perkozów (Podicipediformes). Klasyfikacja jest kontrowersyjna. Dawniejsi autorzy uznawali flamingi za podrząd brodzących (Ciconiiformes), wskazywali na podobieństwo białka ich jaja oraz jaj czaplowatych (Ardeidae), podobieństwo zachowań i pasożytów piór z blaszkodziobymi (Anseriformes) czy podobieństwa z szydłodziobem (Cladorhynchus leucocephalus). Do rodziny należą następujące rodzaje:
- Phoenicopterus Linnaeus, 1758
- Phoeniconaias G.R. Gray, 1869 – jedynym przedstawicielem jest Phoeniconaias minor (É. Geoffroy Saint-Hilaire, 1798) – flaming mały.
- Phoenicoparrus Bonaparte, 1856

Kladogram rodziny Phoenicopteridae:
|  | Phoenicopterus chilensis                                                       |
|  |                                                                                |
|  | \| \| Phoenicopterus roseus \| \| \| \| \| \| Phoenicopterus ruber \| \| \| \| |
|  |                                                                                |
|  | Phoenicopterus roseus                                                          |
|  |                                                                                |
|  | Phoenicopterus ruber                                                           |
|  |                                                                                |

|  | Phoenicopterus roseus |
|  |                       |
|  | Phoenicopterus ruber  |
|  |                       |

|  | Phoeniconaias minor                                                              |
|  |                                                                                  |
|  | \| \| Phoenicoparrus andinus \| \| \| \| \| \| Phoenicoparrus jamesi \| \| \| \| |
|  |                                                                                  |
|  | Phoenicoparrus andinus                                                           |
|  |                                                                                  |
|  | Phoenicoparrus jamesi                                                            |
|  |                                                                                  |

|  | Phoenicoparrus andinus |
|  |                        |
|  | Phoenicoparrus jamesi  |
|  |                        |

|  | Phoenicopterus chilensis                                                       |
|  |                                                                                |
|  | \| \| Phoenicopterus roseus \| \| \| \| \| \| Phoenicopterus ruber \| \| \| \| |
|  |                                                                                |
|  | Phoenicopterus roseus                                                          |
|  |                                                                                |
|  | Phoenicopterus ruber                                                           |
|  |                                                                                |

|  | Phoenicopterus roseus |
|  |                       |
|  | Phoenicopterus ruber  |
|  |                       |

|  | Phoeniconaias minor                                                              |
|  |                                                                                  |
|  | \| \| Phoenicoparrus andinus \| \| \| \| \| \| Phoenicoparrus jamesi \| \| \| \| |
|  |                                                                                  |
|  | Phoenicoparrus andinus                                                           |
|  |                                                                                  |
|  | Phoenicoparrus jamesi                                                            |
|  |                                                                                  |

|  | Phoenicoparrus andinus |
|  |                        |
|  | Phoenicoparrus jamesi  |
|  |                        |